# خوسيه روبين زامورا
خوسيه روبين زامورا (بالإسبانية: José Rubén Zamora)‏ هو صحفي غواتيمالي، ولد في 19 أغسطس 1956.